# جرمانو بروویکز کاردوسو شواگر
جرمانو بروویکز کاردوسو شواگر (به پرتغالی: Germano Borovicz Cardozo Schweger) هافبک اهل برزیل است که در شهر Toledo و در تاریخ ۲۱ مارس ۱۹۸۱ به دنیا آمده‌است.
جرمانو بروویکز کاردوسو شواگر در تیم‌های فوتبال Toledo سابقهٔ حضور دارد.